# فریکر
فریکر اصطلاحی است که فعالیت‌هایی مانند مطالعه، آزمایش یا جستجو در سیستم‌های مخابراتی را توصیف می‌کند. همچنین به هکرهایی گفته می‌شود که روی خطوط تلفن و سیستم‌های مخابراتی کار می‌کنند مانند ابزارها و سیستم‌های ارتباطی به شبکه تلفن‌های عمومی گفته می‌شود.

## واژه‌شناسی
اصطلاح فریک از دو کلمه (به انگلیسی: Phone) به معنای تلفن و (به انگلیسی: Freak) به معنای دمدمی مزاج بودن است. کلماتی مانند فریکر، فریک یا فون فریکر اسامی هستند برای فردی که در عملیات فریکینگ مشارکت می‌کند.

## تاریخچه
ریشه دقیق هکرهای تلفنی یا همان فریکرها هنوز ناشناخته است. در سال ۱۹۵۰ در آمریکا سویچ‌های اتوماتیک برای مسافت‌های طولانی از طریق شبکه‌های مخابراتی معرفی شد که فریکینگ می‌توانست جنبه‌های وسیعی از این شبکه گسترده را نمایش دهد. در سال ۱۹۸۰ در انقلاب کامپیوترهای شخصی این روند بین هکرهای کامپیوتر و دیگر علاقه‌مندان به این تکنولوژی محبوب گردید که شامل فریکرها برای جستجو و هک کردن تلفن‌ها می‌گردید.
در دوره‌های پیشین که سیستم‌ها آنالوگ بود یا به‌طور کامل دیجیتالی نشده بود شرکت‌های مخابراتی از همان سیستم‌هایی که روی آن‌ها تماس برقرار می‌کردند استفاده می‌نمودند و در این بین از فرکانس‌های متعددی استفاده می‌کردند که این فرکانس‌ها مانند سوئیچ‌هایی عمل می‌کردند که فریکرها با استفاده از زبان‌های متداول برنامه نویسی آن روز آن‌ها را بازنویسی کرده و کدهای آن‌ها را کشف می‌کردند و با این کار می‌توانستند  کنترل شبکه‌های مخابراتی در دست بگیرند.
از دیگر قابلیت‌های فریکینگ می‌توان به فرکانس ۲۶۰۰ هرتز اشاره کرد. قابلیت این فرکانس سبب می‌شد که فریکرها بتوانند بدون پرداخت هزینه از خطوط تلفن استفاده کنند.هکرها به کاوش و جستجو در کامپیترها و سیستم‌های کامپیوتری علاقه‌مند هستند. کرکرها تلاش می‌کنند که سیستم‌های امنیتی کامپیترها را شکسته و از کد واژه‌ها و دیوارآتش ویندوز عبور کنند اما فریکرها اصولاً به کرک کردن سیستم‌های مخابراتی و تلفن‌ها علاقه‌مند هستند که این خود یک چالش در دنیای امروز است.
منابع
از کتاب Computer English  مارتین ایرز
استرلینگ 2002